# Байгулово (Татарстан)
Байгулово (тат. Байгол) — село в Нижнекамском районе Татарстана.

## География
Расположено на реке Зай, в 16 км от райцентра Нижнекамска.

## История
Основано в XVII веке. До 1920 года находилось в Сухаревской волости Мензелинского уезда Уфимской губернии. С 1920 года входило в состав Мензелинского, с 1922 года — Челнинского кантонов Татарской АССР. С 10 августа 1930 года входило в Шереметьевский, с 1 февраля 1963 — в Челнинский, с 12 января 1965 — в Нижнекамский район.
В «Списке населенных мест по сведениям 1870 года», изданном в 1877 году, населённый пункт упомянут как деревня Байгулова 3-го стана Мензелинского уезда Уфимской губернии. Располагалась при реке Зае, по правую сторону Бирско-Мамадышского коммерческого тракта, в 84 верстах от уездного города Мензелинска и в 32 верстах от становой квартиры в селе Заинск (Пригород). В деревне, в 54 дворах жили 308 человек, татары (153 мужчины и 155 женщин). Жители занимались плетением лаптей.

## Население
| 2014 |
| ---- |
| 84   |